# Grigoriy Tarasevich
Grigoriy Tarasevich (en russe : Григорий Тарасевич), né le 1er août 1995 à Omsk, est un nageur russe, spécialiste du dos.
En 2013, il remporte le titre mondial junior sur 50 m dos, en battant le record du monde de sa catégorie. Il remporte deux médailles lors des championnats d'Europe 2016 à Londres, ainsi qu'une sixième place sur le 200 m dos.
Il s'entraîne et étudie comme ingénieur à l'université de Louisville.

## Palmarès

### Championnats du monde

#### Grand bassin
- Championnats du monde 2017 à Budapest :
  -  Médaille de bronze du relais 4 × 100 m quatre nages (participe uniquement aux séries)